# Hypogäum von Champtier des Bureaux

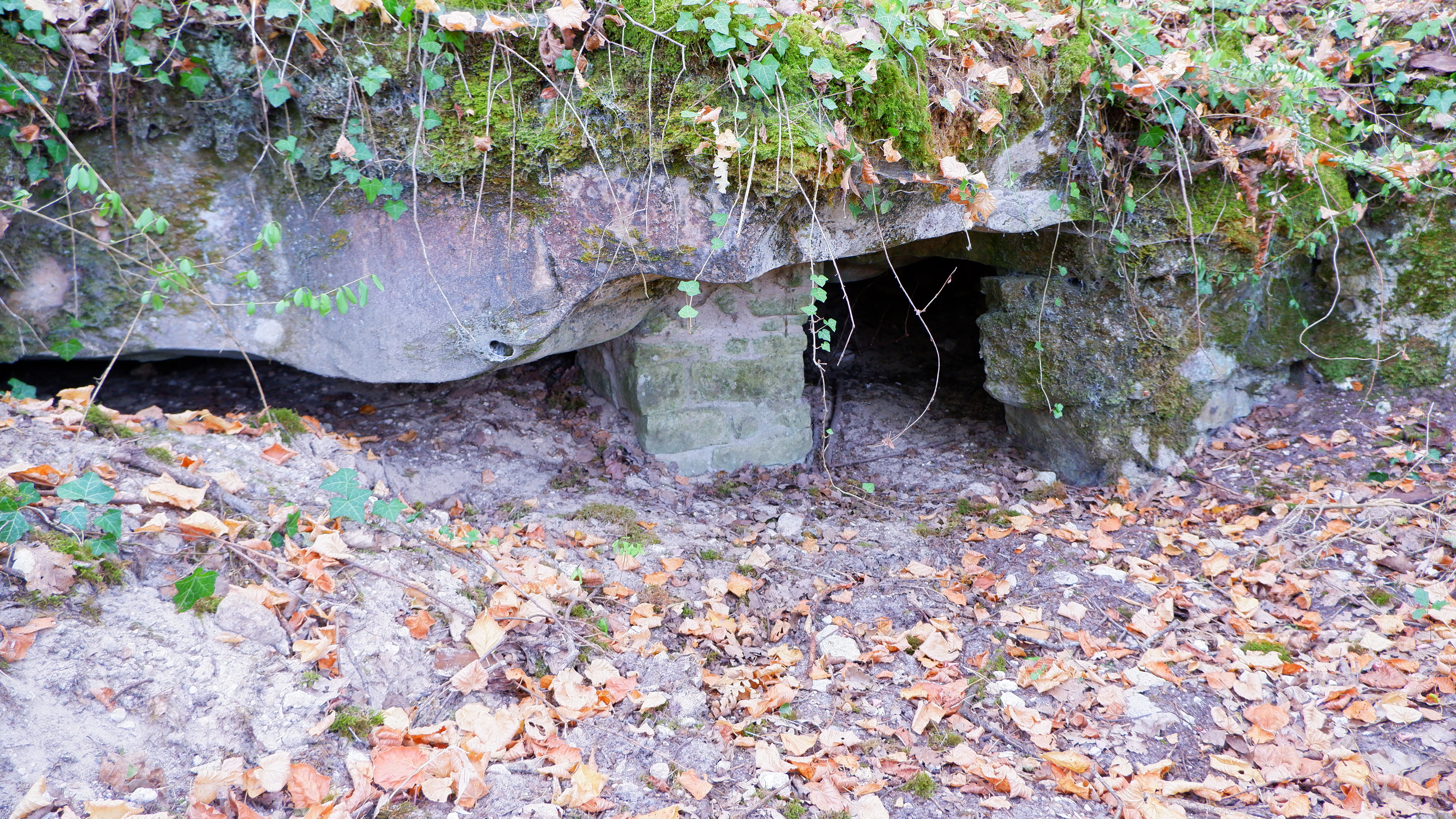
Hypogäum von Champtier des Bureaux

Das Hypogäum von Champtier des Bureaux (französisch Hypogée du Champtier des Bureaux) liegt südöstlich von Buno-Bonnevaux, bei Etampes im Süden des Département Essonne in Frankreich. Das 1954 entdeckte Hypogäum ist seit 1975 als Monument historique registriert.
Es ist eine Kammer unterhalb einer unebenen, dicken Sandsteinplatte. Kammer und Gang bestehen aus niedrigen, unordentlichen Trockenmauerwerkswänden aus Kalkstein. Der Boden ist gepflastert. Die ovale Kammer ist etwa 3,1 m lang und 1,5 m breit, mit einer Höhe von 0,95 m am Eingang und 1,1 m am Ende. Der Zugang wurde durch eine 0,75 m hohe und 0,9 m breite Sandsteinplatte verschlossen, die verschwunden ist.

## Archäologische Ausgrabungen
Das neolithische Grab wurde zwischen 1954 und 1956 von R. Hardouin ausgegraben. Es enthielt die ungeordneten Reste von etwa 20 Individuen. Einige Knochen fehlen, kleine Knochen sind wenig vorhanden. Die geringe Anzahl anatomischer Verbindungen und Zähne könnte nach J. G. Pariat und A. Senée anzeigen, dass es sich um Sekundärbestattungen handelt. Steine aus nicht charakteristischem Feuerstein waren die einzigen Funde.
Gérard Bailloud verbindet dieses Grab mit der Seine-Oise-Marne-Kultur (SOM-Kultur). Die C14-Datierung entspricht dem Zeitraum zwischen 2613 und 2202 v. Chr. 
Im Ort befindet sich das Hypogäum von Fontaine Saint-Léger und der Polissoir des Sept coups d’épée.